# Candida die Ältere

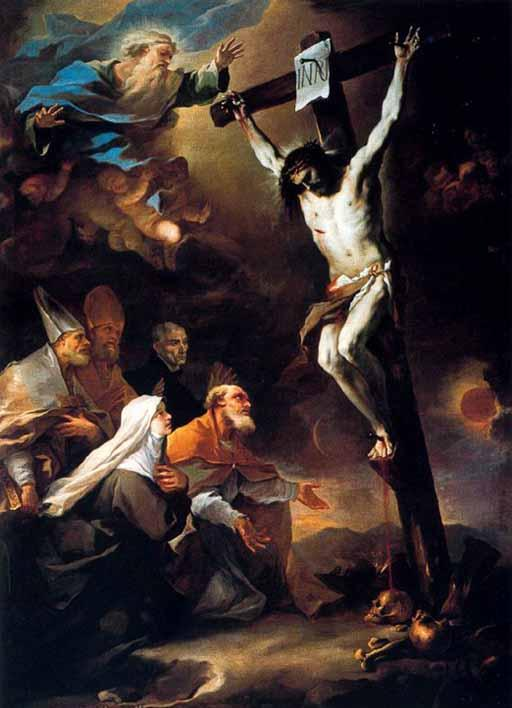
Luca Giordano: Die Schutzpatrone von Neapel mit Candida der Älteren im Vordergrund

Candida die Ältere († um 78 in Neapel) war eine frühchristliche Heilige. Die Benennung erfolgt zur Unterscheidung von Candida der Jüngeren, die gleichfalls aus Neapel stammte.
Candida war die Ehefrau des Asprenas, des ersten Bischofs von Neapel. Der Legende zufolge war sie die erste Person, die Petrus bei seiner Ankunft in Neapel (Italien) auf seiner zweiten Reise von Antiochia nach Rom antraf. Ihre Kopfschmerzen hätten nachgelassen, als Petrus sie ansprach und auch Asprenas, der schwer krank gewesen sei, sei plötzlich genesen, woraufhin sich beide taufen ließen.
Gedenktag der Heiligen ist der 4. September. Sie ist Stadtpatronin von Neapel.